# Gladiolus aureus
Gladiolus aureus är en irisväxtart som beskrevs av John Gilbert Baker. Gladiolus aureus ingår i släktet sabelliljor, och familjen irisväxter. Inga underarter finns listade i Catalogue of Life.